# Isla Savana
La Isla Savana (en inglés: Savana Island), también conocida en español desde el siglo XIX como Isla "el Cabrito", es el nombre que recibe una isla que geográficamente está incluida en el archipiélago de las Islas Vírgenes que a su vez forma parte de las Antillas Menores en el Mar Caribe, y que administrativamente es una de las que compone el territorio no incorporado de las Islas Vírgenes de los Estados Unidos.
Se localiza específicamente en el extremo oeste de St. Thomas (Santo Tómas) en las coordenadas geográficas 18°20′N 65°05′O, a unos 7 kilómetros al oeste del aeropuerto Cyril E. King. Al este se encuentra el cayo Kalkun y el Cayo Salt (Cayo de la Sal), mientras que al norte se pueden encontrar la Roca Gorret y el Cayo Sula.